# Salvia leucantha
Sauge à fleurs blanches, Sauge du Mexique
Espèce
La Sauge à fleurs blanches ou Sauge du Mexique (Salvia leucantha) est une espèce de plantes de la famille des Lamiacées.